# Длиннохвостая муравьеловка
 Гевара, или длиннохвостая муравьеловка (лат. Rhopornis ardesiacus), — вид птиц из семейства типичных муравьеловковых (Thamnophilidae). Единственный вид рода гевары (Rhopornis). Эндемик Бразилии. Обитает в сухих лесах на высоте от 100 до 1000 метров над уровнем моря в штатах Баия и Минас-Жерайс. Вид находится под угрозой исчезновения из-за потери мест обитания. Длиннохвостая муравьеловка длиной около 19 сантиметров. Окраска обоих полов серого цвета с чёрно-белыми отметинами на крыльях и красными глазами. У самца чёрные горло, в то время как у самки белое горло и коричневое темя. Питается беспозвоночными, в основном небольшими термитами, а также кузнечиками, сверчками, тараканами и пауками.